# Alessia Populini
Alessia Populini (Brescia, 10 settembre 2000) è una pallavolista italiana, schiacciatrice del Venelles.

## Carriera

### Club
La carriera di Alessia Populini inizia nel 2015 nella giovanili dell'AGIL: con il club di Novara ottiene qualche convocazione in prima squadra, in Serie A1, nella stagione 2017-18, conquistando la Supercoppa italiana 2017.
Nella stagione 2018-19 entra a far parte della squadra federale del Club Italia, in Serie A1, con cui, nell'annata successiva, disputa la Serie A2.
Nella stagione 2020-21 ritorna all'AGIL, in Serie A1, mentre in quella successiva è nella serie cadetta con il Mondovì; nel corso dell'annata subisce una lesione al legamento crociato anteriore del ginocchio sinistro che rende necessario un intervento chirurgico costringendola a terminare anzitempo il campionato. Dopo il recupero dall'infortunio viene riconfermata dalla società piemontese anche per la stagione 2022-23. Per l'annata successiva accetta la proposta del Talmassons, sempre in Serie A2, con la quale ottiene la promozione nella massima serie.
Per la stagione 2024-25 si trasferisce per la prima volta all'estero, ingaggiata dal Venelles, nel massimo campionato francese.

### Nazionale
Nel 2017 debutta nella nazionale under 18 italiana con cui conquista, nello stesso anno, la medaglia d'argento al campionato europeo e quella d'oro al XIV Festival olimpico della gioventù europea e al campionato mondiale. Nel 2018 è nella nazionale under 19, vincendo la medaglia d'oro al campionato europeo, mentre nel 2019, con la nazionale under 20 si aggiudica l'argento al campionato mondiale.

## Palmarès

### Club
- Supercoppa italiana: 1

2017

### Nazionale (competizioni minori)
- Campionato europeo under 18 2017
- Festival olimpico della gioventù europea 2017
- Campionato mondiale under 18 2017
- Campionato europeo under 19 2018
- Campionato mondiale under 20 2019